# Lok-Sabha-Wahlkreis Hassan-Chikmagalur
Der Lok-Sabha-Wahlkreis Hassan-Chikmagalur (auch Hassan-Chickmagalur) war 1951 ein Wahlkreis bei den Wahlen zur Lok Sabha, dem Unterhaus des indischen Parlaments. Er lag im damaligen Bundesstaat Mysore und umfasste die Distrikte Hassan und Chikkamagaluru (Chikmagalur). Sein Nachfolger war ab der Lok-Sabha-Wahl 1957 der Wahlkreis Hassan.

## Abgeordnete
| Wahl      | Name             | Partei | Stimmen |
| --------- | ---------------- | ------ | ------- |
| 1951–1952 | H. Siddananjappa | INC    | 67,8 %  |